# Anaticola magnificus
Anaticola magnificus är en insektsart som beskrevs av Ansari 1955. Anaticola magnificus ingår i släktet Anaticola och familjen fjäderlöss. Inga underarter finns listade i Catalogue of Life.